# Alexander Hitschfel
Alexander Hitschfel OCist (* 7. Dezember 1826 als Antonius Benedictus Hitschfel; † 20. Dezember 1913) war ein Zisterziensermönch, Prediger, Seelsorger, Katechet, Historiker und Schriftsteller. Er wirkte im Zisterzienserkloster in Osek, in der Wallfahrtskirche der Schmerzhaften Muttergottes in Mariánské Radčice und im Frauenkloster in Marienstern.

## Leben
Er wurde am 7. Dezember 1826 in Křinice als Antonius Benedictus Hitschfel als Sohn seiner Eltern Anton Hitschfel und seiner Mutter Birgita, Tochter von Josef Dimter, einem Bauern aus Otovice, und Brigita Zocherin aus Vernéřovice, geboren und erhielt seine Ausbildung am Prämonstratensergymnasium in Broumov. Am 4. September 1847 trat er in das Noviziat des Klosters Osek ein und legte am 27. September 1851 die heiligen Gelübde ab (wie auch ein prominenter Gelehrter des Oseker Klosters aus dem 19. Jahrhundert, der Chomutov-Lehrer und Oseker Abt Ignatius Krahl). Nach der Ablegung der Gelübde studierte er das erste und zweite Jahr der theologischen Studien im Kloster in Osek und das dritte und vierte Jahr im Bischöflichen Seminar in Litoměřice. Im Jahr 1852 wurde er zum Priester geweiht und feierte am 22. August desselben Jahres seine erste Messe, die sogenannte Primiz. In diesem Jahr trat er die Stelle eines Predigers in Vysočany an, 1854 wurde er dort Kooperator, 1856 zog er als Kooperator nach Mariánské Radčice. 1857 verließ er die böhmischen Länder und wurde mit dem Amt des Kaplans im Oberlausitzer Frauenkloster in Marienstern betraut. Am 31. Oktober 1861 kehrte er als Kaplan nach Mariánské Radčice zurück, ab dem 1. September 1864 war er wieder in Marienstern, wo er erneut als Kaplan und auch als Katechet am Mariensterner Erziehungs-Institut tätig war. Dieses Amt hatte er mindestens bis 1896 inne, als bei der Feier zum 50-jährigen Professjubiläum sein langjähriges Wirken in Marienstern gewürdigt wurde, für das er mit dem Sächsischen Albrechtsorden ausgezeichnet wurde. Noch zu Lebzeiten wurde er vom Bischof von Litoměřice zum bischöflichen Notar ernannt. Er starb in Marienstern am 20. Dezember 1913 im ehrwürdigen Alter von 87 Jahren. Sein Tod ist auch in den umfangreichen ossetischen Nachrufen verzeichnet, die von der zweiten Hälfte des 17. bis ins 20. Jahrhundert geführt wurden.

## Schriftstellerisches Schaffen

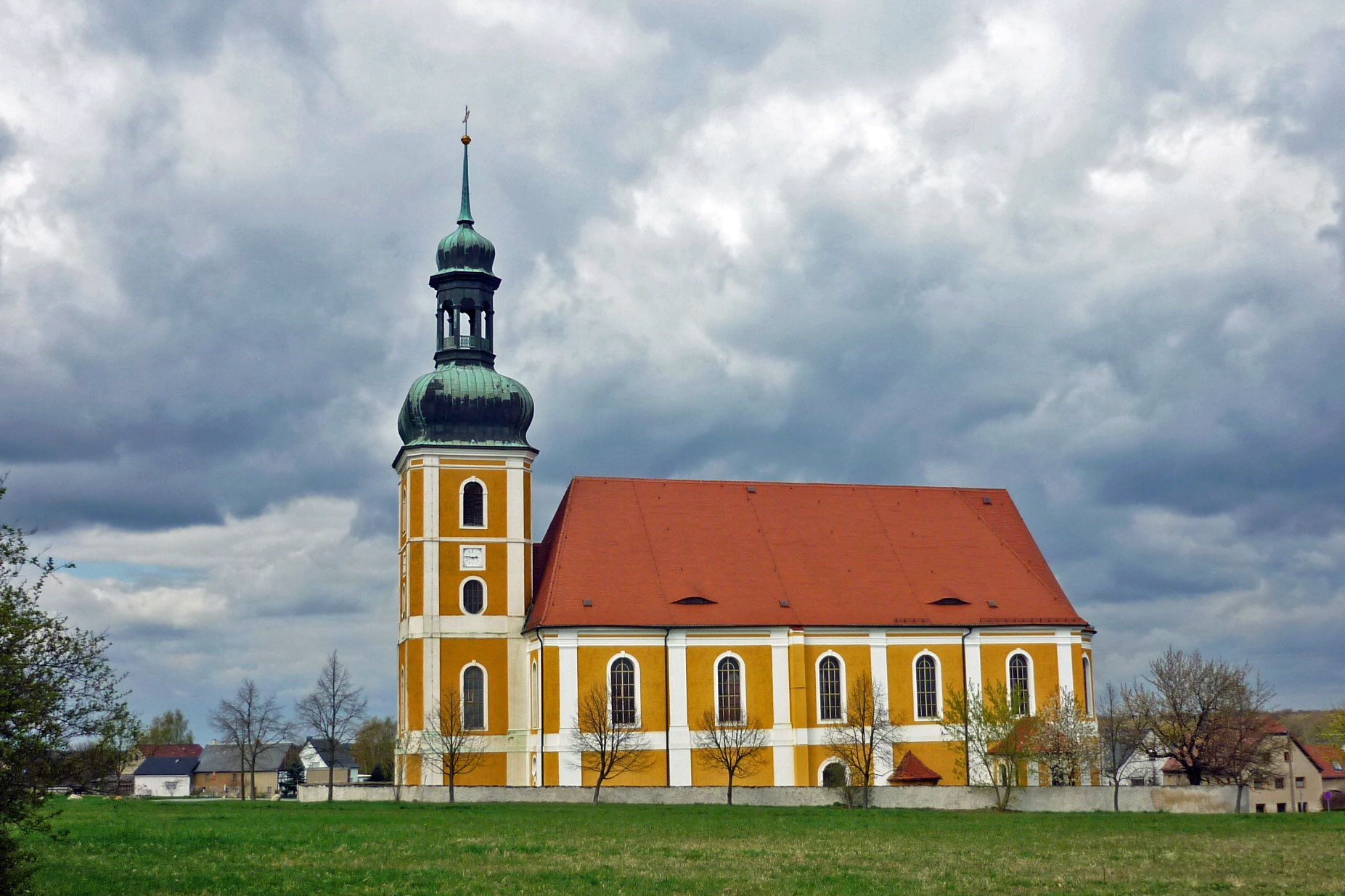
Wallfahrtskirche in Rosenthal

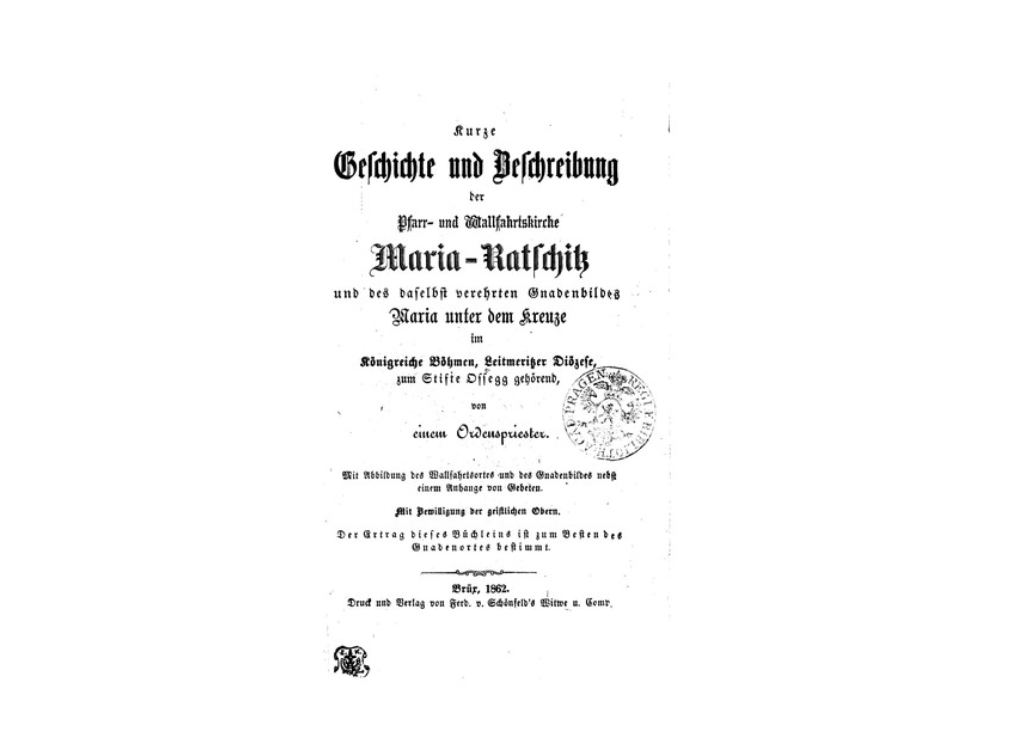
Titelblatt eines anonymen Dokuments über die Geschichte des Wallfahrtsortes in Mariánské Radčice, dessen Urheberschaft Alexander Hitschfel zugeschrieben wird

Die Orte, an denen er während seines Lebens gearbeitet hat, haben sein literarisches Werk stark beeinflusst. Er hinterließ vier historisch orientierte Werke. Er widmete sich dem Kloster Marienstern, in dem er mehr als 50 Jahre verbrachte und das von seinen Mitbrüdern aus naheliegenden Gründen als seine „zweite Heimat“ bezeichnet wurde, und publizierte über wichtige Marienwallfahrtsorte, die sowohl mit dem Kloster Osek als auch mit Marienstern verbunden sind, nämlich die Kirche der Schmerzhaften Muttergottes in Mariánské Radčice und die Oberlausitzer Kirche in Rosenthal.
Eine Liste der Werke von Hitschfel findet sich in seinem Nachruf, seinen Namen nennt er in den Büchern meist nicht.

## Werke
- Kurze Geschichte und Beschreibung der Pfarr- und Wallfahrts-Kirche Maria-Ratschitz und des daselbst verehrten Gnadenbildes, der schmerzhaften Mutter Gottes unter dem Kreuze…, herausgegeben in Most 1862[12]
- Notizen über das Cisterzienserinnen-Kloster Marienstern, herausgegeben in Varnsdorf 1878
- Chronik von Marienstern in der koniglich sdchsischen Lausitz von einem Ordensgeistlichen, herausgegeben in Varnsdorf 1894
- Beschreibung des Wallfahrtsortes Rosenthal in der Ober-Lausitz[13]